# Lindøy
Lindøy est une petite île habitée de la commune de Stavanger, en mer du Nord dans le comté de Rogaland en Norvège.

## Description
Lindøy est une île du Byfjorden dans la municipalité de Stavanger et se trouve à environ 4 kilomètres au nord-est du centre de la ville de Stavanger. C'est un archipel entouré des îles de Vassøy, Hellesøy et Kalvøy. Toutes ces îles ne sont reliées au continent que par bateau.
À l'intérieur de l'île boisée se trouve un petit étang. Des sentiers de randonnée traversent les forêts de feuillus et d'épicéas et les prairies de l'île. L'île a été utilisée comme orphelinat pendant plus de cent ans, établi par Lars Oftedal à la fin des années 1800.